# 小田中古墳群

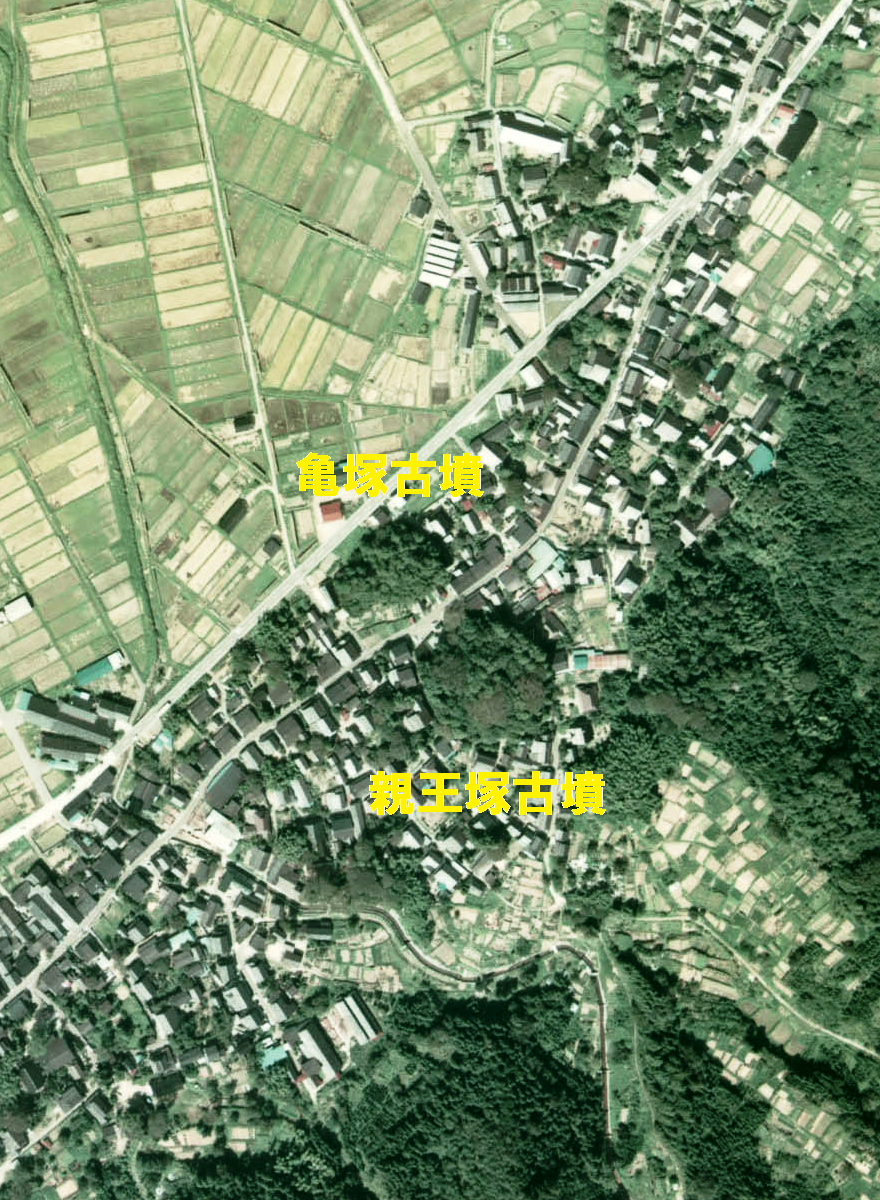
親王塚古墳・亀塚古墳の航空写真（1975年）

小田中古墳群（こだなかこふんぐん）は、石川県鹿島郡中能登町小田中にある古墳群。親王塚古墳・亀塚古墳の2基からなる。実際の被葬者は明らかでないが、両古墳は宮内庁により「大入杵命墓（おおいりきのみことのはか）」およびその陪冢（陪塚）に治定されているほか、中能登町指定史跡に指定されている（指定名称は「親王塚及び亀塚古墳」）。

## 概要
石川県北部で能登半島基部、邑知地溝帯の中央部の石動山系西麓部に位置する、古墳時代前期の古墳2基からなる古墳群である。両古墳は約40メートル離れて築造されている。そのうち親王塚古墳については『平家物語』巻7に「木曾殿（木曽義仲）は、志保の山打ちこえて、能登の小田中、新王の塚の前に陣をとる」と見え、古くから知られた古墳になる（比定には異説もある）。現在は両古墳とも宮内庁の管理下にあり、近年では2011-2012年度（平成23-24年度）に宮内庁書陵部により測量調査が実施されている。
親王塚古墳・亀塚古墳の古墳域は、1875年（明治8年）に宮内省（現・宮内庁）により皇族墓およびその陪冢（陪塚）に治定されたほか、1958年（昭和33年）に中能登町指定史跡（当時は鹿島町指定史跡）に指定されている。なお、邑知地溝帯を挟んだ位置では、同じく古墳時代前期の古墳群として雨の宮古墳群（中能登町西馬場・能登部）の立地が知られる。

## 遺跡歴
- 『平家物語』に「小田中、新王の塚」の記述。
- 宝永元年（1704年）、『能登一覧記』において親王塚墳頂にあった親王社の記述[2]。
- 1875年（明治8年）12月27日、宮内省（当時）により大入杵命墓に治定[2]。
- 1929年（昭和4年）、測量調査（帝室林野局）[2]。
- 1958年（昭和33年）8月1日、鹿島町指定史跡（現在は中能登町指定史跡）に指定[4]。
- 1990年（平成2年）、整備工事に伴う事前調査。親王塚古墳の拝所周りおよび亀塚参道においてトレンチ11本の調査（宮内庁書陵部）[2]。
- 2000年（平成12年）、隣接地の調査（小田中の親王塚を考える会）[2]。
- 2011-2012年度（平成23-24年度）、測量調査（宮内庁書陵部）[2]。

## 小田中親王塚古墳
小田中親王塚古墳（こだなかしんのうづかこふん）は、石川県鹿島郡中能登町小田中にある古墳。形状は円墳。
実際の被葬者は明らかでないが、宮内庁により「大入杵命墓（おおいりきのみことのはか）」として第10代崇神天皇皇子で能等国造の祖である大入杵命の墓に治定されている。

### 概要
古墳名については、古く『平家物語』や近世文書では「新王塚」とも見えることから、「新王塚」を正しい表記とする指摘がある。墳頂には「親王社（新王社）」と称される社があったが、陵墓治定を受けて撤去されている。
墳形は円形。直径は約65メートルを測り、北陸地方では最大級の円墳である。墳丘は3段築成。墳丘外表では、花崗岩や輝石安山岩板石（一部）による葺石が認められる。墳丘周囲には、北側を除く部分で周溝が認められている。埋葬施設としては、かつて描かれた絵図から石槨であったことが知られる（現在までに埋め戻し）。現在は親王社跡の前方に窪みと石材が残るが、石材については親王社の建材の可能性もあり詳らかでない。この石槨から出土したとされる三角縁神獣鏡・管玉が、現在は近隣の白久志山御祖神社に伝世されている。そのほかに、古墳域から埴輪等は検出されていない。
この親王塚古墳は、4世紀後半-末期頃（古墳時代前期後半）の築造と推定されている。なお墳頂には、後世に据えられたものとして、風化した簡素な浮彫の石仏1体と五輪塔1基が残されている。

### 墳丘
親王塚古墳の規模は次の通り。
- 直径：約65メートル
- 高さ：約14メートル

## 小田中亀塚古墳
小田中亀塚古墳（こだなかかめづかこふん）は、親王塚古墳の北西40メートルの地にある古墳。形状は前方後方墳。
実際の被葬者は明らかでないが、宮内庁により「大入杵命墓」の陪冢（飛地い号 亀塚）に治定されている。

### 概要
古墳名については、かつては「亀塚」のほか「亀山」とも称された。墳形は前方後方形で、前方部を南西方に向ける。段築はない。埋葬施設は明らかでないが、墳頂部では縦長の窪みが認められている。

### 墳丘

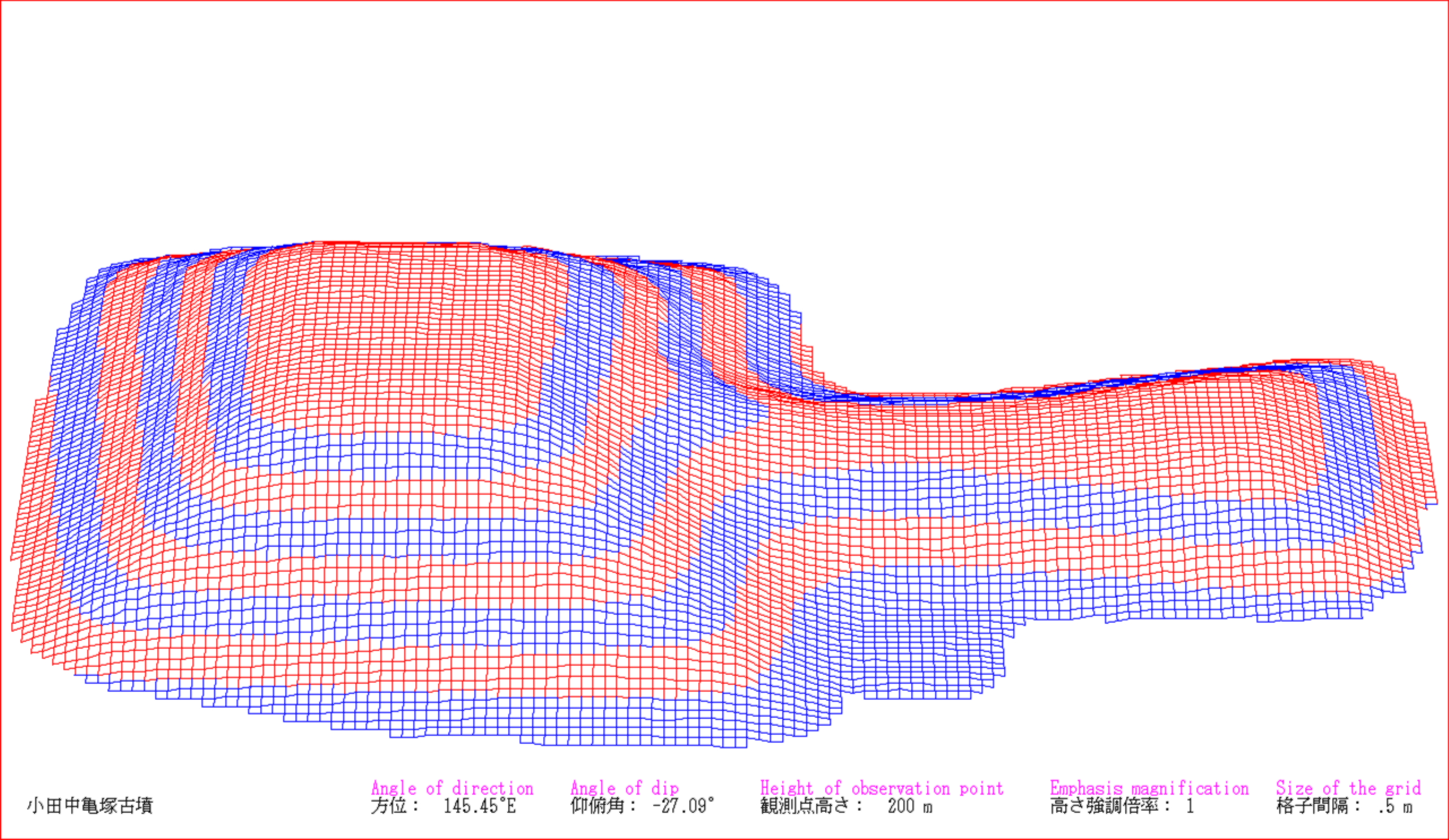
亀塚古墳の3DCG描画

亀塚古墳の規模は次の通り。
- 墳丘長：62メートル
- 後方部 - 長方形。
  - 長さ：36.6メートル
  - 幅：長軸42.4メートル、短軸36メートル
  - 高さ：8.4メートル
- 前方部
  - 長さ：25.4メートル
  - 幅：21.7メートル
  - 高さ：4.2メートル
- くびれ部
  - 幅：8.4メートル

主軸は斜面に直交するが、これは谷側からの視角を意識したものとされる。また墳丘北側のくびれ部では、造出の存在可能性が指摘される。
1990年（平成2年）の宮内庁の調査の際には、石川考古学研究会によるボーリング棒調査も実施されている。これによると、亀塚古墳の南側周溝には幅いっぱいに上下2層の礫層があるとされる。上層の礫は表土近くであるが、下層は現地表から人間の身長近くの深さがあり、この下層礫を周溝底とすると、古墳の規模は現地表での規模を上回る可能性が指摘される。

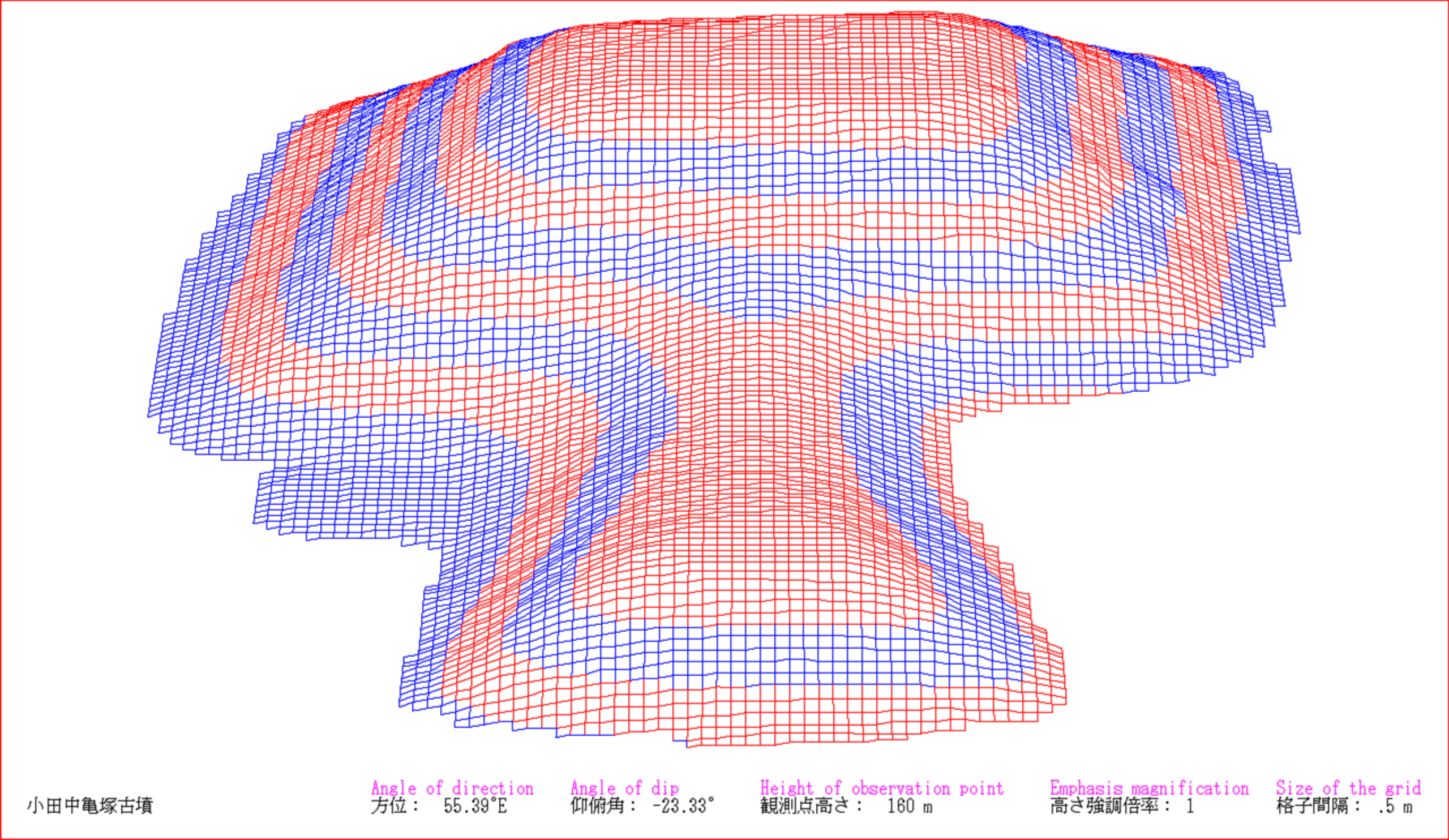
3DCGで描画（前方部正面より）
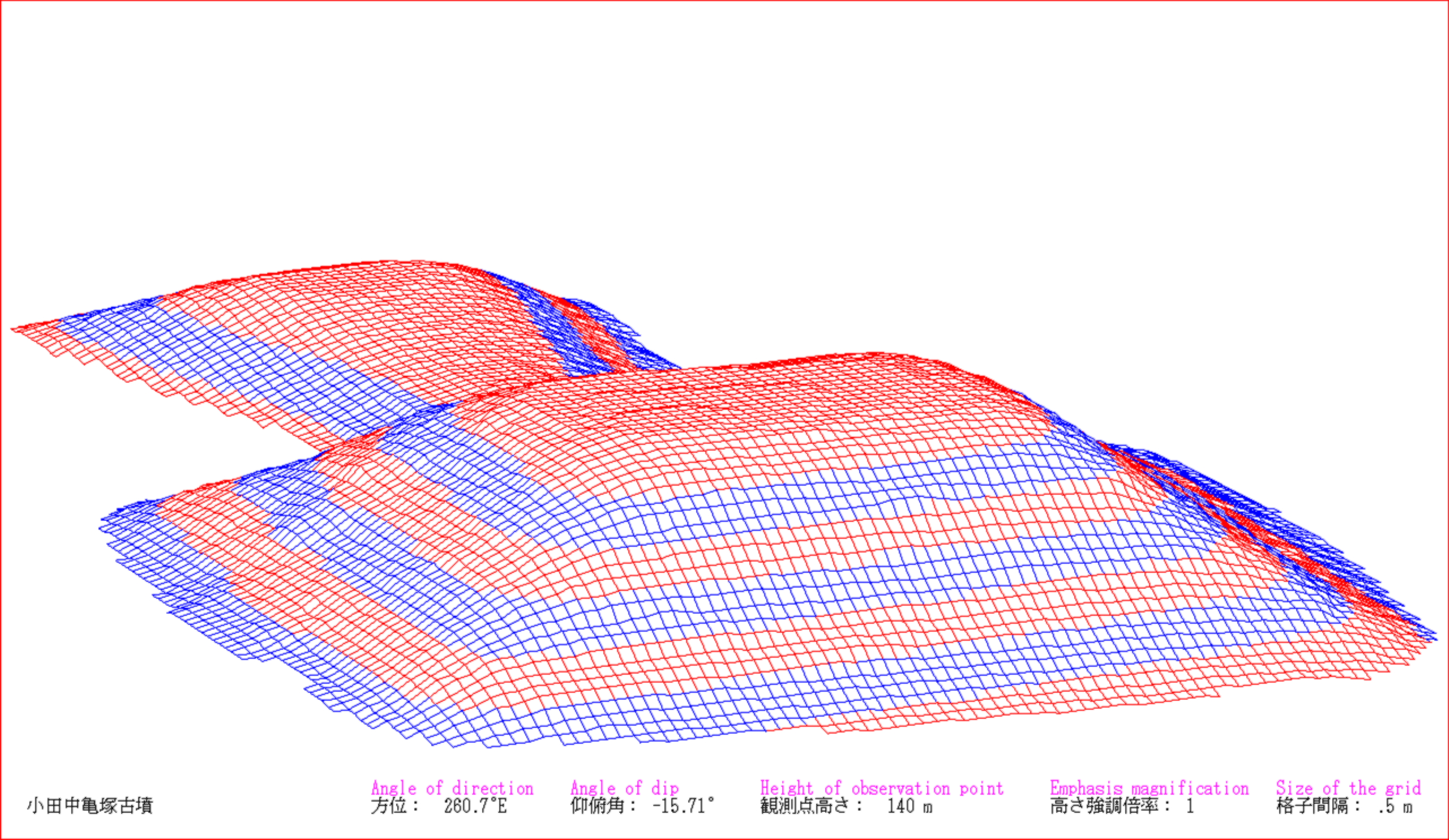
3DCGで描画（後方部より）
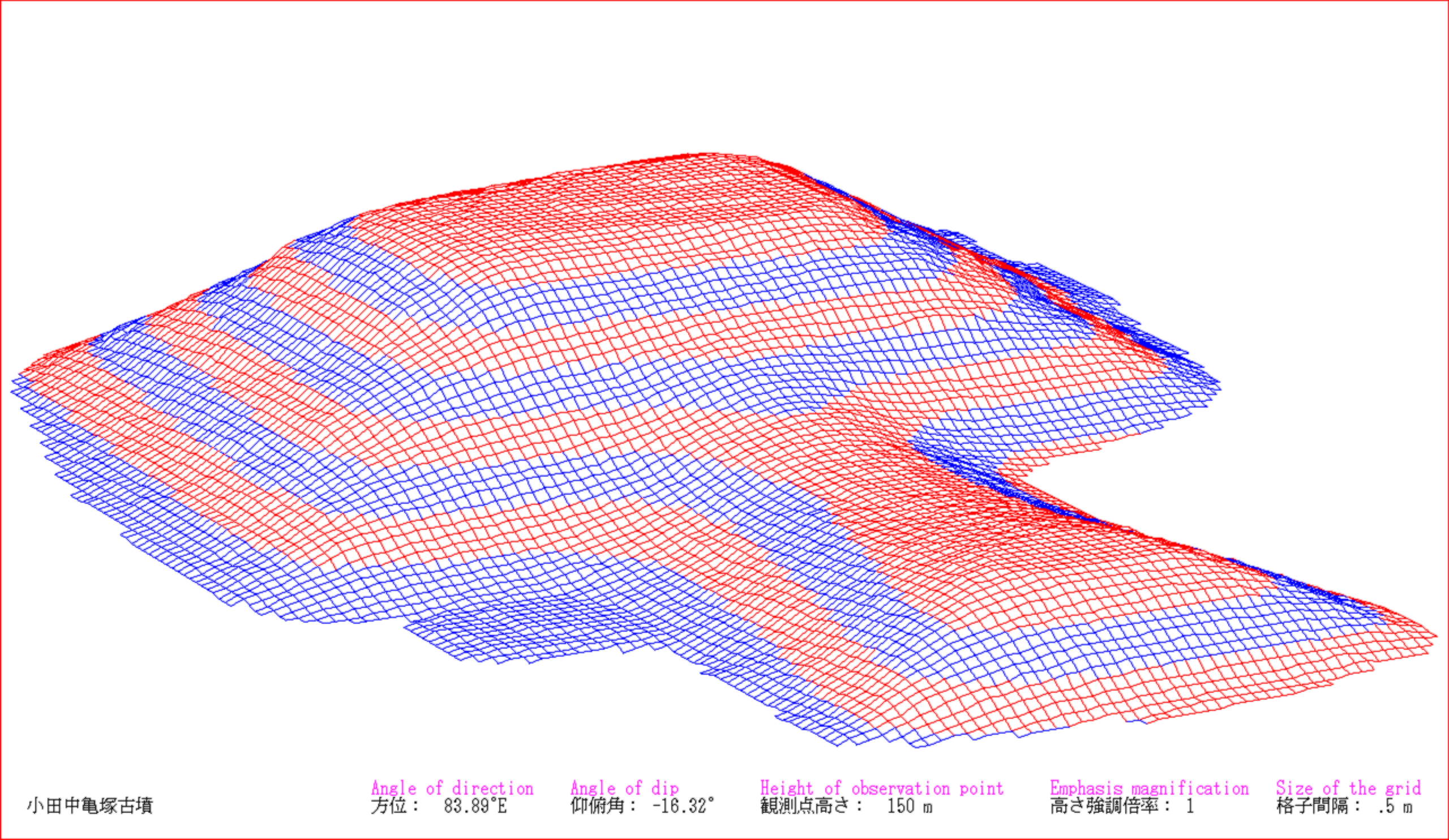
3DCGで描画（西方向より）
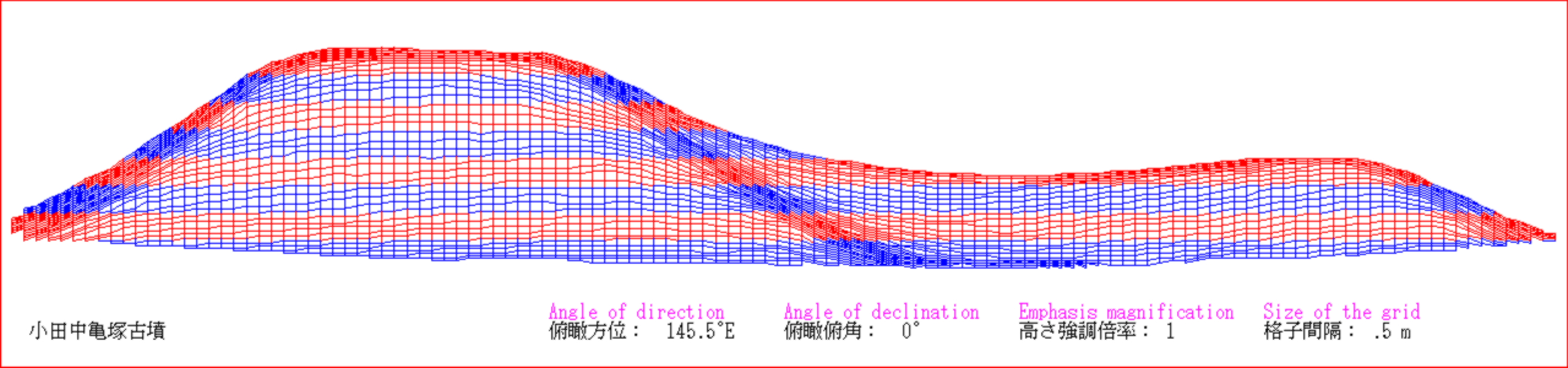
3DCGで描画（真横より）

## 出土品
親王塚古墳からの出土品としては、三角縁波紋帯三神三獣鏡・管玉（白久志山御祖神社蔵）、鍬形石・石棒（宮内庁蔵）が伝わる。ただし前者2物については石槨から出土したと伝承する文書が存在するのに対して、後者2物について鍬形石は本古墳の出土遺物とする根拠に欠け、石棒も実際には本古墳からの出土品ではないとされる。三角縁波紋帯三神三獣鏡（三角縁神獣鏡の1種）については、舶載鏡（中国製）と仿製鏡（国産）の両方の特徴を有する点が注目されている。この鏡の存在を元に、従来区別されてきた舶載鏡・仿製鏡が、実際には一連の変遷上にある可能性が指摘されている。
また1990年（平成2年）の発掘調査では、陶器、瓦、灯明皿、磁器、原形不明石製品、寛永通宝、原形不明銅製品・鉄製品など、いずれも後世の17-18世紀頃の出土品が検出されている。

## 文化財

### 中能登町指定文化財
- 史跡
  - 親王塚及び亀塚古墳 - 1958年（昭和33年）8月1日指定[4]。

## 伝説
親王塚古墳については、椀貸伝説がある。その中で、貧しい村人たちが小田中の親王塚の頂上にある小穴に膳椀衣装などの借用を頼めば、翌朝揃えてあった。しかし借りたまま返さない者がいたため、それからは貸してくれなくなったと伝える。